# Чан Джинён
Чан Джинён (кор. 장진영?, 張真英?; 14 июня 1972, Сеул, Республика Корея — 1 сентября 2009, Сеул, Республика Корея) — южнокорейская актриса. После работы моделью и участия в конкурсе красоты «Мисс Корея» в 1992 году начала актёрскую карьеру на телевидении, дебютировав в сериале «Ангел в моём сердце» (1997). Её кинодебют состоялся в фильме «Влюблённый призрак» (1999).
Настоящий успех пришёл к Чан после её прорывной роли в фильме «Дрожь» (2001). Она снималась в различных жанрах, включая романтические фильмы, такие как «Над радугой» (2002), «Аромат любви» (2003), «Одинокие» (2003) и «Между любовью и ненавистью» (2006), биографический фильм «Синяя ласточка» (2005), а также в сериале «Лоббист» (2007).
Чан получила признание критиков и завоевала множество наград за свою работу. Она стала второй актрисой, выигравшей две кинопремии «Голубой дракон» за лучшую женскую роль: в 2001 году за «Дрожь» и в 2003 году за «Одинокие». По состоянию на 2008 год Чан была одной из самых высокооплачиваемых актрис в корейской киноиндустрии, зарабатывая около ₩400 миллионов за фильм.
1 сентября 2009 года Чан умерла в возрасте 37 лет после года борьбы с раком желудка.

## Ранняя жизнь
Чан Джинён родилась 14 июня 1972 года в Имсиле, провинция Чолла-Пукто, Республика Корея. Она училась в средней школе для девочек Чонджу Чжунган.
На третьем году обучения в старшей школе она начала увлекаться модой и решила изменить свои карьерные планы. Первоначально она планировала поступить в музыкальную школу, чтобы специализироваться на фортепиано. В итоге она поступила на факультет дизайна костюмов в Университет Санмён.

## Карьера

### Карьерные начинания
Чан Джинён начала свою карьеру в качестве модели и представляла провинцию Чхунчхон-Намдо на конкурсе красоты «Мисс Корея» в 1992 году. После перехода в актёрскую профессию она снялась в нескольких телевизионных дорамах. Её дебют в кино состоялся в 1999 году с второстепенной ролью в фантастическом фильме «Влюблённый призрак». В 2000 году она появилась в фильме Ким Чжи Уна «Грязный король», который стал одним из самых успешных корейских фильмов того года. Суровый образ Чан в этом фильме привлёк внимание критиков: Дерек Элли из Variety отметил, что она «производит впечатление легко романтичной, но не хрупкой дочери». Также в том году она сыграла роль в фильме о пожарных «Сирена».

### Прорыв и массовый успех
Первая главная роль Чан — в психологическом хоррор-фильме 2001 года «Дрожь», где она сыграла Сунён, курящую и подвергающуюся насилию жену, что было необычным для неё. Для роли ей пришлось выглядеть сильно избитой и растрепанной, что было довольно изнурительным, несмотря на то, что она сама курит. Фильм и игра Чан получили высокую оценку критиков. Питер Й. Пейк из журнала The Film Journal отметил: «Чан Джинён убедительно изображает избитую жену, передавая одновременно уязвимость и стойкость». Чан выиграла награды за лучшую дебютную роль на премии кинокритиков Пусана и за лучшую женскую роль на престижной кинопремии «Голубой дракон».
В 2002 году Чан снялась вместе с Ли Джонджэ в романтической комедии «Над радугой», где её героиня помогает своему старому университетскому другу восстановить потерянную память. За свою роль она получила положительные отзывы в журнале Korean Film, где её игру охарактеризовали как «живую». В следующем году Чан снялась вместе с Пак Хэилем в более драматическом фильме «Аромат любви». Её следующий фильм, также вышедший в 2003 году, был лёгкой комедией «Одинокие», основанной на романе японского писателя Камата Тосио. Чан возглавила актёрский ансамбль в роли Нанан, неудачливой женщины на грани тридцатилетия, которую она описала как «очень близкую к моему реальному я» с точки зрения характера. «Одинокие» стали одним из главных хитов года и получили одобрение критиков, а Чан была особенно высоко оценена за свою игру. Дерек Элли из Variety написал: «Благодаря своей искрящейся, простодушной глупости, Чан доминирует в фильме и отлично гармонирует с [Ом Джонхва]». Чан вновь получила награду за лучшую женскую роль на кинопремии «Голубой дракон», став второй актрисой, выигравшей эту награду дважды, а также премию за популярность.
Для своего следующего проекта Чан получила главную роль в биографическом фильме «Синяя ласточка», бюджет которого составил ₩9,7 миллиарда. Фильм посвящён авиационному пионеру Пак Кёнвон. Это был её второй проект с режиссёром Юн Джончханом после фильма «Дрожь» и первый с актёром Ким Джухёком после «Одиночек». Работа над фильмом заняла около 15 месяцев. За это время Чан выучила японский язык и преодолела страх высоты. Позже она сказала: «Каждый момент я выходила за пределы своих возможностей. Мой опыт в роли [Пак Кёнвон] многому меня научил и заставил работать ещё усерднее, чтобы жить полной жизнью». Фильм вышел в конце 2005 года и вызвал сильную критику. Многие считали Пак прояпонской фигурой во время японского колониального правления в Корее. В результате фильм собрал всего 600 000 билетов в корейском прокате. Тем не менее, Чан получила несколько номинаций на награды за свою роль в фильме и выиграла премию «Лучшая актриса» на церемонии Critics' Choice Awards 2006 года.
В 2006 году Чан снялась в фильме «Между любовью и ненавистью», который стал режиссёрским дебютом актёра и сценариста Ким Хэгона. Она исполнила роль Ёна, беззаботной девушки из бара, которая вступает в бурные отношения любви и ненависти с бездельником Ёнуном (его сыграл Ким Сыну), несмотря на то, что он помолвлен с другой женщиной. Чтобы достоверно изобразить девушку из бара, Чан посещала подпольные бары и салоны, но ей было трудно отождествить себя со своей героиней, сказав: «Я не могла легко понять, почему она должна была так себя вести… Иногда мне было неловко стоять перед камерой и играть так». Её роль принесла ей премию за лучшую женскую роль на Korean Film Awards, а также номинации на кинопремии «Голубой дракон» и премии «Пэксан».
Чан вернулась на телевидение в 2007 году, когда её утвердили на одну из главных ролей в драматическом сериале SBS «Лоббист» — проекте стоимостью ₩12 миллиардов, посвящённом лоббистам и политическим заговорам. Съёмки начались в Нью-Йорке 24 апреля, и после массового убийства в Виргинском политехническом институте стало известно, что продюсерская компания оформила страховые полисы на Чан и её коллег из-за опасений, связанных с возможными инцидентами.

## В СМИ
В 2006 году журнал Movie Week составил список 25 самых красивых лиц Кореи, в котором Чан заняла шестое место. Результаты были получены путём опроса 86 ведущих корейских фотографов.
Чан была одной из гостей на секции «Curtain Call» мероприятия Star Summit Asia, которое проводилось в рамках первого Азиатского кинофестиваля для демонстрации известных азиатских звёзд международной аудитории. На пресс-конференции она выразила свою любовь к боевикам и желание однажды сняться в китайском боевике.

## Последние годы и смерть

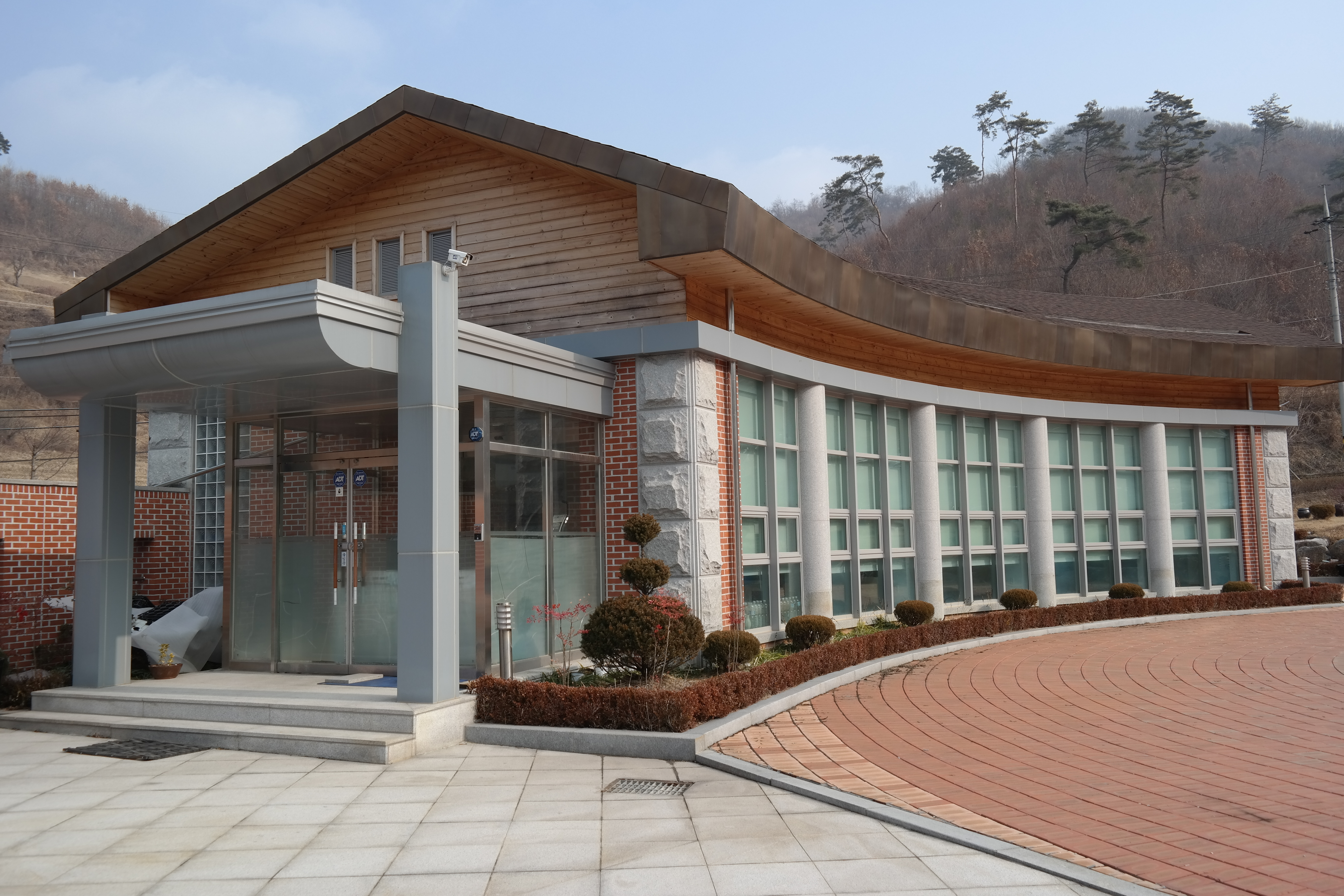
Музей памяти Чан Джинён

22 сентября 2008 года в ходе планового медицинского обследования у Чан диагностировали рак желудка. Это вызвало шок и трагическое совпадение, так как она была известна своей ролью в дораме «Аромат любви», где она сыграла женщину, умирающую от рака желудка. Ранее Чан испытывала боли во время еды, но считала, что это связано с язвой желудка. В телефонном интервью, которое транслировалось на телеканале MBC в программе «After News» 29 ноября 2008 года, Чан сообщила общественности, что проходит лечение как западными методами, так и традиционными травяными средствами, и что её состояние улучшается. Однако её здоровье продолжало ухудшаться, и в конечном итоге она была госпитализирована в Сеуле, где скончалась примерно в 16:04 1 сентября 2009 года.

### Тайный брак
После смерти Чан стало известно, что она тайно вышла замуж. Её мужем стал Ким Ёнгюн, с которым она познакомилась во время лечения рака в США. Они зарегистрировали брак в Корее за несколько дней до её смерти. Ким позже опубликовал книгу, посвящённую 608 дням их отношений, под названием «Мой последний подарок ей». В книге представлены ранее не опубликованные фотографии, включая свадебные кадры из Лас-Вегаса, а также письма и текстовые сообщения, которыми они обменивались. На вопрос в интервью, почему он написал книгу, Ким ответил: «Сейчас мои воспоминания о Джинён ясны, но я человек, и когда-нибудь они поблекнут. Я не хочу потерять воспоминания о том, что был с ней. Написание книги было для меня способом справиться с этим. Один писатель сказал мне, что это помогает и является хорошим методом для организации эмоций, и эти слова вдохновили меня на написание книги. Кроме того, как я уже говорил в прологе, Джинён была актрисой с большим будущим, и я подумал, что это поможет сохранить её память в красивом свете. Даже когда её время было ограничено, она не теряла надежды и жила усердно, и я хотел, чтобы люди знали о страстной жизни Джинён».

## Фильмография

### Кино
|      | Title                      | Role       | Ист.          |
| ---- | -------------------------- | ---------- | ------------- |
| 1999 | Влюблённый призрак         | Ли Ёнын    | [ 35 ]        |
| 2000 | Грязный король             | Чан Минён  | [ 36 ]        |
| 2000 | Сирена                     | Ерин       | [ 8 ]         |
| 2001 | Дрожь                      | Сунён      | [ 37 ]        |
| 2002 | Над радугой                | Кан Ёнхи   | [ 38 ]        |
| 2003 | Аромат любви               | Мин Хиджэ  | [ 39 ]        |
| 2003 | Одинокие                   | Нанан      | [ 40 ]        |
| 2005 | Синяя ласточка             | Пак Кёнвон | [ 41 ]        |
| 2006 | Между любовью и ненавистью | Ёна        | [ 42 ] [ 43 ] |

### Телевидение
| Год  | Название            | Роль           | Примечания         | Ист.   |
| ---- | ------------------- | -------------- | ------------------ | ------ |
| 1997 | Ангел в Моем Сердце | Ан Соён        | Роль второго плана | [ 44 ] |
| 1998 | Клиника Сунпун      | Чан Джинён     | Роль второго плана | [ 44 ] |
| 1998 | Сердце лжи          | Ли Хёнджи      | Роль второго плана | [ 45 ] |
| 1998 | Краснея от Любви    | Кан Ынхе       | Роль второго плана | [ 46 ] |
| 2007 | Лоббист             | Мария / Ю Соён | Главная роль       | [ 47 ] |